# Влахавас, Евтимиос
Евти́миос (Ти́мьос) Влаха́вас  (греч. Θύμιος Βλαχάβας, известный и как Папа́-Эфти́мис, греч. Παπά-Ευθύμης; 1760, Смолиани, Каламбака — 1809, Янина) — греческий православный священник, арматол и революционер конца XVIII — начала XIX веков.

## Биография
Родился около 1760 года в селе Смолиани (ныне село Влахава), расположенном недалеко от скал и монастырей Метеоры, в 17 км от города Каламбака.
Отец его Афанасиос Влахавас был известным арматолом, под контролем которого находился горный массив Хасия, расположенный на стыке Фессалии и Западной Македонии.
Евтимий был рукоположен в священники, но когда отец умер, он унаследовал его арматолик. Ему удалось объединить всех арматолов Средней Греции, получив при этом помощь с Ионических островов от русских, под контролем которых острова находились в тот период.
В горах его посетил Косма Этолийский. Встреча произвела неизгладимое впечатление на Влахаваса (впоследствии он умер с именем святого Космы на устах):A-164.
В горах у Влахаваса также гостил французский дипломат и писатель Франсуа Пуквиль, которому в будущем было суждено быть свидетелем казни Влахаваса.
Обеспокоенный событиями и союзом арматолов и сулиотов Али-паша Тепеленский сумел к 1803 году изгнать сулиотов из Сули и в 1805 году планировал покончить с арматолами. Влахавас выступил на сходке арматолов недалеко от города Карпениси, предложив как организованное сопротивление Али-паше, так и освобождение Греции. В 1806 году с началом русско-турецкая война, Влахавас активизировал свою деятельность против турок.
Али-паша с большими силами преследовал Влахаваса, который был вынужден последовать за Никоцарасом и Статасом на остров Скиатос, где в 1807 году они создали пиратскую эскадру из 70 кораблей. Корпуса и паруса кораблей эскадры были покрашены в чёрный цвет, в силу чего она получила имя «Чёрная эскадра». Командовал эскадрой Яннис Статас. Эскадра совершала налёты на османские корабли в северной части Эгейского моря и рейды на побережье Македонии, Фессалии и острова Эвбея:Α-373.
В 1808 году, когда русско-турецкая война ещё продолжалась, при поощрении русских и согласовывая свои действия с вождём Сербской революции Карагеоргием, Влахавас созвал сходку вождей арматолов и был избран на ней их лидером. Был подготовлен план восстания континентальной Греции и была запрошена помощь турок Ларисы и Трикалы, возмущённых притеснениями албанцев Али-паши.
Восстание было назначено на 29 мая 1808 года, но уже на стадии подготовки было предано арматолом из Мецово Делияннисом.
Влахавас расположил Делиянниса и Евтимия Стурнариса в ущелье Мецово и Калларит, чтобы перекрыть дорогу албанцам и укрепил монастыри в Метеора. Али направил своего сына, Мухтара, который пройдя без проблем через позицию Делиянниса, атаковал братьев Влахаваса — Теодора и Димитрия — в Кастраки, около Метеора, и на мосту Баба. Когда Влахавас подошёл к полю боя с 500 бойцами, его брат Теодорос и все его люди были убиты. После этого Влахавас отобрал 200 бойцов и перебрался на Олимп. С Олимпа он перебрался на остров Скопелос и вновь организовал пиратский флот:Δ-306.
С целью утихомирить наконец регион, султан предоставил всеобщую амнистию всем восставшим, арматолам которые вернулись в закреплённые за ними регионы.
Но Али не был удовлетворён развитием событий.
Он подделал письмо арматолов рода Лазосов, приглашавших Влахаваса к себе в родовую башню.
Влахавас был схвачен по дороге к Лазосам и доставлен в Янина. Али приказал перебить Влахавасу кости и четвертовать. Четыре части тела Влахаваса были подвешены в четырёх точках города для устрашения греческого населения. Свидетелем смерти Влахаваса был его старый знакомый Пуквиль:
«Его привязали к колу, во дворе Али-паши. Я увидел его. Да, это был Ефтимий Влахавас которого когда я встретил на Пинде с его молодцами… Обильный пот тёк из его густой бороды. Он знал какая судьба его ожидает. Он спокойно посмотрел на меня своими полными мира глазами. Как будто считал меня свидетелем его своего триумфа над своим палачом».
Вместе с Влахавасом был умерщвлён (замурован заживо в стену) монах Дмитрий из Самарины, канонизированный впоследствии греческой церковью. Его смерть также описана Пуквилем.